# The Good Life (雜誌)
《The Good Life》，是一本源自法國的商業生活混合型雜誌，2011年由IDEAT Editions創刊。內容涵蓋商業、科技、時尚、藝術、建築、環保、旅行、設計等，題材較國際化及多元化。以雜誌書（mook）概念製作，每期頁數約300頁。主要目標讀者為商業界高收入年輕男性。
其中文版於2014年6月推出，由現代傳播出版及發行，部分內容由法國IDEAT Editions提供版權，其餘則為當地製作的本土議題。每雙月5日出版，分別主要在香港及中國內地一線城市發行繁體中文及簡體中文版。
《The Good Life》曾於2011年獲法國報業協會選為法國最佳創刊雜誌。2012年獲選為法國最佳雜誌。

## 外部連結
- The Good Life（法國版）官方網站
- The Good Life（香港版）Facebook（页面存档备份，存于）專頁
- The Good Life的新浪微博